# Pretaap Radhakishun
Pretaapnarian Shawh Radhecheran (Pretaap) Radhakishun (Paramaribo, 3 september 1934 – aldaar, 6 januari 2001) was een Surinaams politicus. Hij was premier van het land tussen 1986 en 1987.

## Biografie
Radhakishun, geboren in Paramaribo, behaalde in Nederland een kandidaatsbul wis- en natuurkunde en studeerde af in de scheikunde aan de Universiteit Leiden.
Hij was een tijd lang zakenman en ondervoorzitter van de Vereniging Surinaams Bedrijfsleven (VSB) voor hij op 16 juli 1986 premier van Suriname werd in het kabinet-Radhakishun.
Nog geen jaar later, in 1987, volgde Jules Wijdenbosch hem op als premier. Met de grondwetswijziging van 1987 werd de functie van premier van Suriname vervangen. Suriname kreeg een president als staatshoofd en de functie van vicepresident werd geïntroduceerd. 
In 1988 keerde Radhakishun terug in het kabinet-Shankar. Daarin was hij namens de hindoestaanse VHP minister van Natuurlijke Hulpbronnen en Energie tot de telefooncoup van 1990.
In 1996 verliet Radhakishun de VHP en sloot hij zich aan bij de Basispartij voor Vernieuwing en Democratie (BVD). In het kabinet-Wijdenbosch II werd hij vicepresident van Suriname. In augustus 2000 nam zijn voormalig partijgenoot Jules Ajodhia zijn functie over waarna hij in januari 2001 op 66-jarige leeftijd overleed. Vlak daarvoor had de net-gekozen president Venetiaan hem gevraagd verantwoording af te leggen voor het gebruik van staatsgelden ter waarde van 1,4 miljoen Nederlandse gulden.
In 2005 maakte het Arnold Kruisland (NPS) als voorzitter van een commissie van De Nationale Assemblée het resultaat bekend van hun onderzoek naar het gebruik van 2,5 miljard Surinaamse gulden (2,5 miljoen Surinaamse dollar dus ruim 830.000 euro) door president Wijdenbosch en Radhakishun. Het geld was uit de staatskas gestort op geheime rekeningen bij de Centrale Bank van Suriname (CBvS). Bijna alle geldopnamen werden gedaan met 'cheques op naam van toonder'. Kruisland ontkende dat het openbaar maken van het onderzoek met opzet vlak voor de verkiezingen van 25 mei 2005 gebeurde.
In 1993 werd Radhakishun gedecoreerd tot Commandeur in de Ere-orde van de Gele Ster.